# 洛伦佐二世·德·美第奇
羅倫佐·迪·皮耶羅·德·麥地奇（義大利語：Lorenzo di Piero de' Medici；1492年9月12日—1519年5月4日）從1516年開始成為佛羅倫斯的實際統治者，直到1519年因為梅毒突然去世。同時在1516年至1519年，他也是烏比諾公爵。
羅倫佐二世生於佛羅倫斯，是皮耶羅二世·德·美第奇和阿芳西娜·奧爾西尼的兒子，他的祖父是著名的“華麗者”羅倫佐·德·麥地奇。 
1516年羅倫佐二世受其叔叔教宗良十世封為烏比諾公爵。1518年6月13日，他和奧弗涅伯爵的女兒瑪德琳·德拉圖爾·奧弗涅結婚，婚後他們有了一個女兒，卡特琳娜，生於羅倫佐二世去世前21天。後來卡特琳娜改名為凱瑟琳，通過她堂叔公教宗克勉七世的斡旋成為法國國王亨利二世的王后。
他还有一个私生子亚历山德罗·德·美第奇。
值得一提的是，尼可羅·馬基維利將自己著作《君主論》敬獻的對象，就是羅倫佐二世。而這一行為的意圖早已湮沒在歷史的塵埃中。